# قائمة أنواع الكواكب

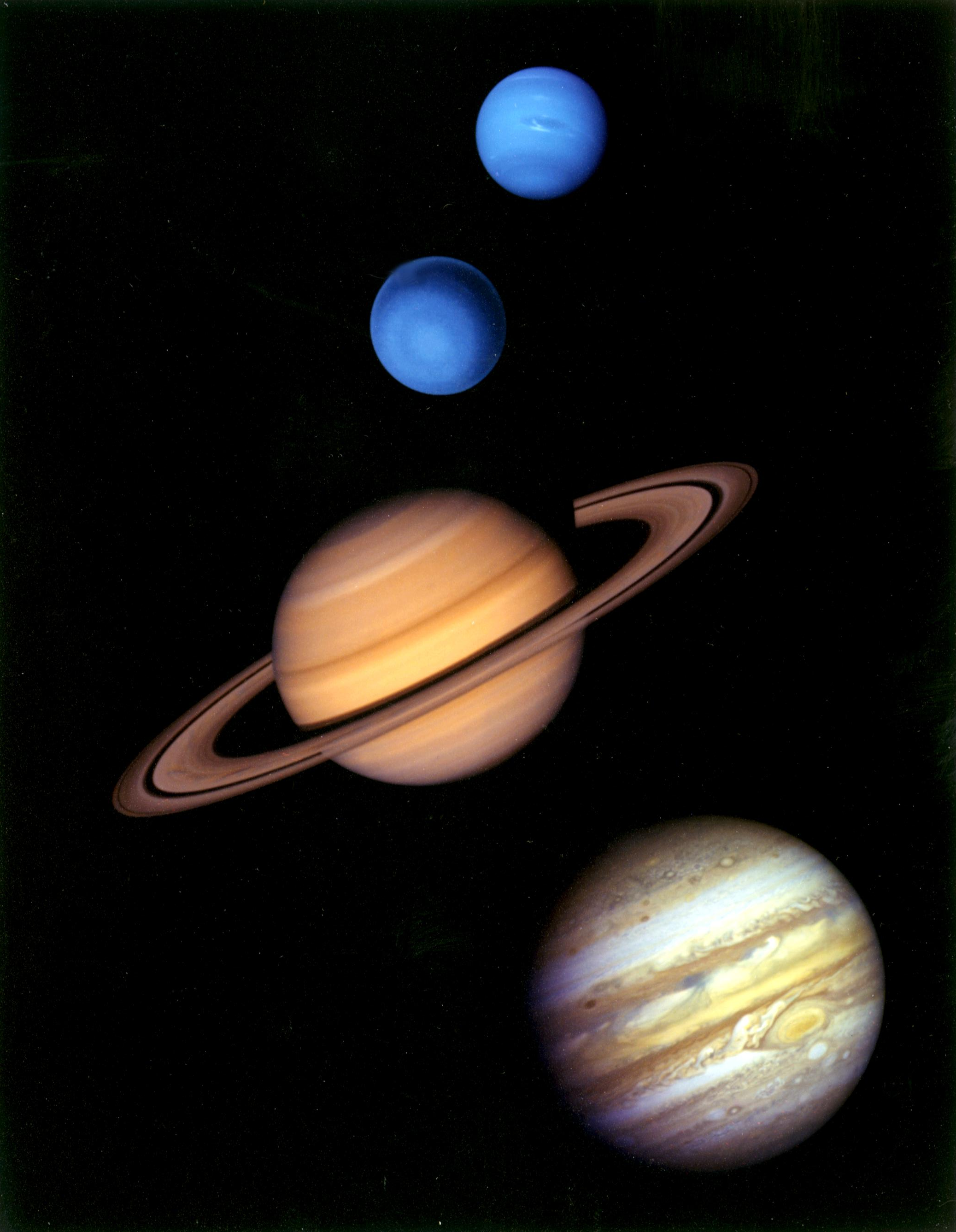
صورة للكواكب الخارجية، يَظهر فيها من الأعلى إلى الأسفل: نبتون - أورانوس - زحل - المشتري (ملاحظة: مقاييس الأحجام غير واقعية).

فيما يلي قائمة بأنواع الكواكب حسب كتلتها، ومدارها، وتركيبها الفيزيائي والكيميائي، أو حسب تصنيف آخر.
بحسب تعريف الاتحاد الفلكي الدولي فأن الكوكب في النظام الشمسي يجب أن يدور حول الشمس، وله كتلة كافية لتحمل التوازن الهيدروستاتيكي. لا يوجد حتى اليوم تعريف مقبول للكواكب الخارجية (الكواكب خارج المجموعة الشمسية).
بموجب تعريف الاتحاد الفلكي الدولي، يمكن تمييز الكواكب الحقيقية أو «الكواكب الرئيسية» عن غيرها من الأجسام ذات الكتلة الكوكبية (PMOs)، مثل الكواكب القزمة والأقزام شبه البنية. تمت الإشارة إلى نظام بلوتو-شارون باسم «الكواكب القزمة المزدوجة»

## القائمة
- كوكب مضاعف
- كوكب كربوني
- كوكب كاثوني
- كوكب حول نجم ثنائي
- أكيومينوبوليس
- كوكب عديم النواة
- كوكب صحراوي
- كوكب قزم
- أرض مناظرة
- مشتري شاذ
- كوكب خارج المجموعة الشمسية
- كوكب خارج المجرة
- عملاق غازي
- كوكب هيليوم
- مشتري حار
- نبتون حار
- عملاق جليدي
- كوكب جليدي
- كوكب داخلي
- كوكب حديدي
- كوكب حممي
- أرض ضخمة
- ميسوبلانيتس
- نبتون صغير
- كوكب صغير
- كوكب محيطي
- كواكب خارجية
- بلوتي
- كوكب أولي
- كوكب منتفخ
- كوكب نباض
- كوكب مارق
- قزم شبه بني
- جرم دون نجمي
- أرض هائلة
- مشتري هائل
- كوكب أرضي
- كوكب طروادة
- الكوكب العملاق
- قزم جليدي
- دون-أرضي
- نبتون بارد
- كوكب نجمي
- قزم غازي

## المجموعة الشمسية
|        |          |         |         |           |          |          |
| الشمس  | المشتري  | زحل     | أورانوس | نبتون     | الأرض    | الزهرة   |
|        |          |         |         |           |          |          |
| المريخ | غانيميد  | تيتان   | عطارد   | كاليستو   | آيو      | القمر    |
|        |          |         |         |           |          |          |
| أوروبا | ترايتون  | تيتانيا | ريا     | أوبيرون   | إيابيتوس | أومبريل  |
|        |          |         |         |           |          |          |
| أرييل  | ديون     | تثيس    | 4 فيستا | إنسيلادوس | ميراندا  | بروتيوس  |
|        |          |         |         |           |          |          |
| ميماس  | هايبريون | فوبي    | جانوس   | أمالثيا   | إيمثيوس  | برومثيوس |

## أنظر آيضا
- كوكب سيار
- جسم فلكي افتراضي